# Università di Bath
L'Università di Bath o University of Bath è una università inglese con sede a Bath. Venne riconosciuta come tale nel 1966 con regio decreto legge.